# Neolophonotus albus
Neolophonotus albus là một loài ruồi trong họ Asilidae. Neolophonotus albus được Loew miêu tả năm 1858. Loài này phân bố ở vùng nhiệt đới châu Phi.